# Hyacinthella campanulata
Hyacinthella campanulata är en sparrisväxtart som beskrevs av Karin Persson och Per Wendelbo. Hyacinthella campanulata ingår i släktet Hyacinthella och familjen sparrisväxter. Inga underarter finns listade i Catalogue of Life.
Artens utbredningsområde är i centrala Turkiet (Konya).